# Stella Adorján
Stella Adorján (Középlak, 1897. január 30. – Budapest, 1967. augusztus 26.) magyar újságíró, humorista, műfordító, színpadi szerző.

## Életpályája
Édesapja Stein Zsigmond, édesanyja Grosz Jozefa voltak. Nagyváradon és Kolozsvárott végezte az iskolai tanulmányait. Újságíróként előbb vidéki lapoknál,1921-től az Est-lapoknál, majd a Délibáb Magazinnál, 1939-től pedig a Magyarország szerkesztőségénél dolgozott. A második világháború után a Világ, a Szabad Száj, a Független Magyarország, 1952-től a Lúdas Matyi munkatársa volt. Írásai a Magyar Nemzetben is megjelentek. Sikeres kabarészerző is volt.

## Főbb művei
Az 1930-as évektől több forgatókönyvet írt, főként Békeffi Istvánnal. Vígjátékai közül a Békeffi Istvánnal közösen írt Méltóságos asszony című darabjával érte el a legnagyobb sikert 1935-ben. Népszerűek voltak a Harmath Imrével és Lakatos Lászlóval közösen alkotott operettjei is. Janika című művéből 1949-ben film készült. Több, mint 100 színművet fordított magyarra. 1962-ben „Ne tréfáljunk!” címmel jelent meg egy válogatás a humoreszkjeiből.

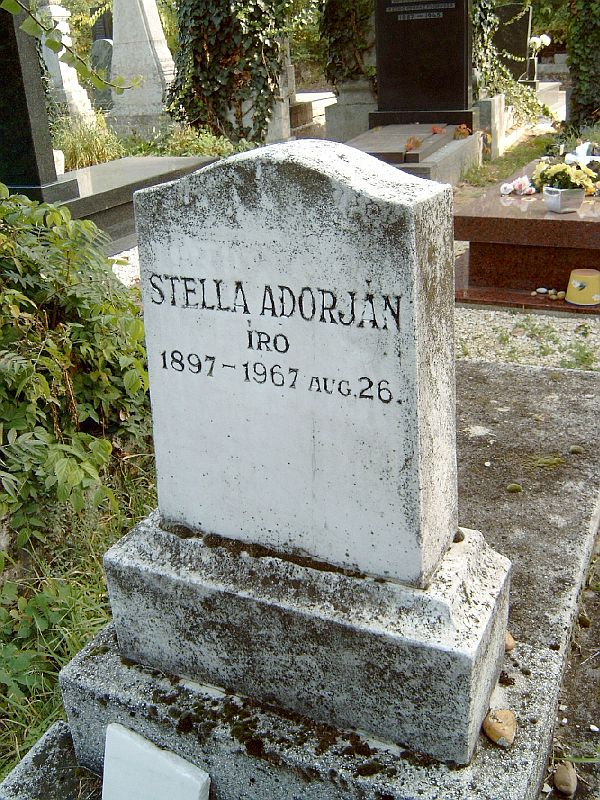
Stella Adorján sírja a Kozma utcai izraelita temetőben

### Forgatókönyvei
- Ida regénye (1934, Mihály Istvánnal)
- Helyet az öregeknek (1934, magyar-osztrák, Cziffra Gézával és Lengyel Menyhérttel)
- A kölcsönkért kastély (1937, Békeffy Istvánnal)
- 3 : 1 a szerelem javára (1937, Békeffy Istvánnal)
- Jöjjön elsején! (1940, Békeffy Istvánnal)
- Janika (1949, Békeffy Istvánnal)

### Kötetei
- A vőlegény felesége; Tolnai, Bp., 1936
- Én, Viola; Athenaeum, Bp., 1938
- Palásti László–Stella Adorjánː Nevessünk Hitleréken. Antifasiszta viccek gyűjteménye; Müller, Bp., 1945
- Ne tréfáljunk! Humoreszkek; ill. Réber László; Szépirodalmi, Bp., 1962

### Egyéb művei
- Pesti leány (operett, 1926)
- Lámpaláz (vígjáték, 1931)
- A vőlegény felesége (regény, Bp., 1936)
- Holnap ágyban marad (vígjáték Békeffi Istvánnal; Bp., 1937)
- Én. Viola (elbeszélések, Bp., 1938)
- Az angol bank nem fizet (vígjáték, Békeffi Istvánnal; Bp., 1939)
- Nevessünk Hitleréken. Antifasiszta viccek gyűjteménye (Palásti Lászlóval, Bp., 1945)

## Emlékezete
Sírja Budapest X. kerületében a Kozma utcai izraelita temetőben található (5B-8-12).